# Вагры

Племя вагров на карте

Ва́гры или вагиры (по версии А. Шмитца и А. Гройле, от герм. *wāga-warijōz «живущие на море») — западнославянское племя, жившее в Средние века на полуострове Вагрия. Одно из племён полабских славян. Вагры были наиболее северо-западным племенем союза ободритов.

## Название
Написание «ва(г)ры» известно в конце X века у Видукинда Корвейского (Waris и Waaris), в XI веке — у Титмара Мерзебургского (Abodriti et Wari) и Адама Бременского (Waigri, Vagri и Waigros). В XII веке вариант названия Waigri Адама Бременского использовали в своих хрониках Гельмольд из Босау (Wagiri и Wairi) и Саксонский анналист (Uuaigiri). Публий Корнелий Тацит использует название Varini (Germ. Ch. 40), Плиний Старший — Varinnae (Nat. Hist. IV, 99), Прокопий — Varni (cf. Ch. II,p. 62), в англосаксонской поэме Видсид — Wärne/Werne, у Фредегара — Warni (Chron. Ch. 15).

## История

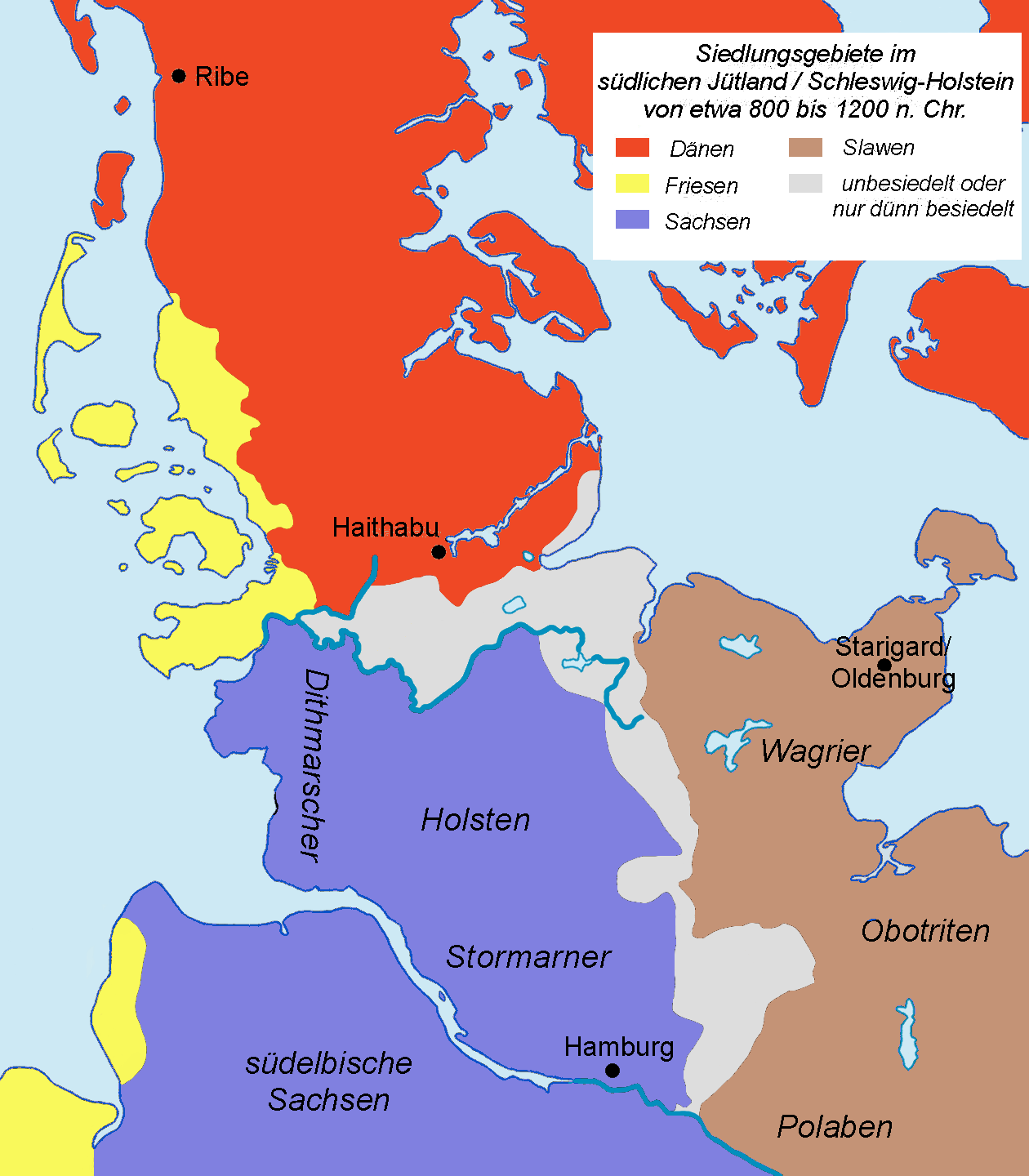
Приблизительная область расселения вагров и полабов выделена коричневым цветом

Ареал вагров, освоенный ими предположительно в VII веке, охватывал восток нынешней немецкой земли Шлезвиг-Гольштейн. Главным укреплением вагров был Старигард (Старгард, ныне Ольденбург-ин-Хольштайн). Здесь находилась княжеская резиденция и святилище. Дошедшие до нашего времени остатки комплекса славянских укреплений, известные как Ольденбургский вал, ныне являются одним из самых главных археологических памятников в земле Шлезвиг-Гольштейн. В начале X века вагры были покорены Оттоном I Великим и обращены в христианство, сохранив собственных князей. В Старграде в 968 году было создано епископство, однако славянские восстания 983 и 990 годов устранили и епископство, и немецкую власть. Снова попав под влияние немцев, ваграм удалось повторить успешное восстание в 1066 году и вновь освободиться почти на сто лет. Под предводительством языческого князя Круко (Круто), они до 1090 года даже переняли верховенство в союзе бодричей. В регионе Балтийского моря вагры слыли опасными пиратами, нападавшими подобно викингам на датские острова.
В 1138—1139 годах земли вагров были разорены и подчинены саксами с нижней Эльбы. Герцог Генрих Лев передал Вагрию Адольфу II Гольштейнскому, который с 1143 года начал заселять южную и центральную Вагрию немецкими поселенцами. Северные земли вокруг Старграда и Лютенбурга оставались вагрскими. Вагры были истреблены или ассимилированы немцами.

## Отождествление с варягами
Ряд авторов отождествлял вагров-варинов с известными по русским, скандинавским и византийским источникам варягами. Первым данную версию озвучил немецкий дипломат Сигизмунд фон Герберштейн, который, будучи советником посла в Московском государстве в первой половине XVI века, одним из первых европейцев ознакомился с русскими летописями и высказал своё мнение о происхождении варягов:

…поскольку сами они называют Варяжским морем море Балтийское… то я думал было, что вследствие близости князьями у них были шведы, датчане или пруссы. Однако с Любеком и Голштинским герцогством граничила когда-то область вандалов со знаменитым городом Вагрия, так что, как полагают, Балтийское море и получило название от этой Вагрии; так как … вандалы тогда не только отличались могуществом, но и имели общие с русскими язык, обычаи и веру, то, по моему мнению, русским естественно было призвать себе государями вагров, иначе говоря, варягов, а не уступать власть чужеземцам, отличавшимся от них и верой, и обычаями, и языком.

В. Н. Татищев также сближал термин «варяг» с именем славянского племени вагры.
Английский историк Томас Шор (1840—1905) в своей книге «Происхождение англо-саксонской расы», говоря о варинах, которых их союзники англы называли варингами, пишет что в русской истории они известны под именем варягов. Того же мнения придерживается ряд современных российских историков, например А. Г. Кузьмин и В. В. Фомин.
Лингвист Е. А. Мельникова, филолог Т. Н. Джаксон и историк Л. С. Клейн отмечают, что отождествление «варягов» и «вагров» является примером народной этимологии, то есть не соответствует данным лингвистики, и, кроме того, противоречит указаниям археологических и письменных источников на варягов как выходцев из Скандинавии. Мнение о ненаучности этого отождествления разделяют также историки В. Я. Петрухин, Н. Ф. Котляр, И. П. Шаскольский, Е. В. Пчелов.